# Giacomo Biffi
Giacomo Biffi (ur. 13 czerwca 1928 w Mediolanie, zm. 11 lipca 2015 w Bolonii) – włoski duchowny katolicki, były arcybiskup Bolonii, kardynał.
Studiował w seminarium w Mediolanie, obronił licencjat z teologii; przyjął święcenia kapłańskie 23 grudnia 1950. Wykładał w macierzystym seminarium, następnie prowadził działalność duszpasterską w Legnano w archidiecezji mediolańskiej. W 1960 r. został proboszczem parafii Świętych Męczenników z Anaunian, a w 1970 proboszczem parafii św. Andrzeja. Został także kanonikiem kapituły metropolitalnej. W grudniu 1975 papież Paweł VI mianował go biskupem pomocniczym Mediolanu, nadając jednocześnie stolicę tytularną Fidenae. Sakry biskupiej udzielił ks. Biffiemu kardynał Giovanni Colombo, ówczesny arcybiskup Mediolanu. Był założycielem i dyrektorem Instytutu Pastoralnego Lombardii
Jan Paweł II promował go na arcybiskupa Bolonii w kwietniu 1984, a rok później (maj 1985) wyniósł do godności kardynalskiej, z tytułem prezbitera Ss. Giovanni e Petronio. Kardynał Biffi uczestniczył w sesjach Światowego Synodu Biskupów w Watykanie; w 1994 (29 maja - 5 czerwca) reprezentował papieża na XXXII Włoskim Kongresie Eucharystycznym w Sienie. Po osiągnięciu wieku emerytalnego (75 lat) złożył rezygnację z dalszego kierowania archidiecezją bolońską (grudzień 2003).
Brał udział w konklawe 2005, które wybrało papieża Benedykta XVI. 13 czerwca 2008r. w związku z osiągnięciem osiemdziesiątego roku życia utracił czynne prawo wyboru papieża w przyszłych konklawe.
W marcu 2007 wygłosił dla papieża Benedykta XVI rekolekcje wielkopostne, których głównym problemem była postać Antychrysta.